# Centro de Hóquei Kwandong

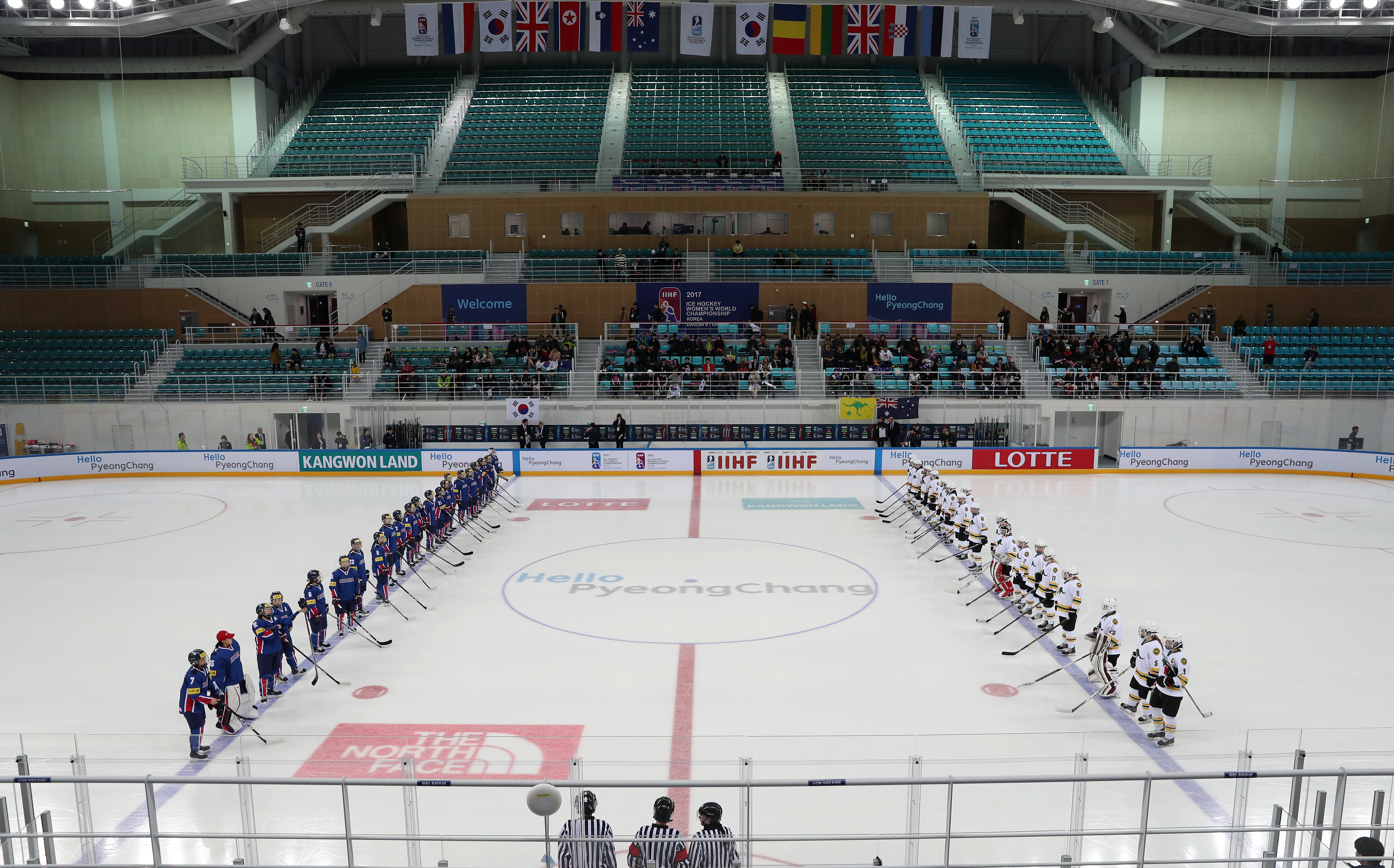
Interior do ginásio

Centro de Hóquei Kwandong (em coreano: 관동 하키 센터; em inglês: Kwandong Hockey Centre) é uma arena indoor, localizada no campus da Universidade Católica Kwandong em Gangneung, na Coreia do Sul. A capacidade atual é de 6 000 espectadores.
Foi reconstruído para substituir o antigo ginásio da universidade, estando apto para sediar partidas de hóquei no gelo durante os Jogos Olímpicos de Inverno de 2018. A construção começou em junho de 2014 e concluída em fevereiro de 2017. No seu interior há uma pista de gelo que segue as medidas internacionais (60 m x 30 m), quatro andares acima do solo e um nível subterrâneo.